# Йохан фон Моозбург
Йохан фон Моозбург (на немски: Johann von Moosburg, Johannes der Moosburger; † 25 април 1409) е епископ на Регенсбург от 1384 до 1409 г.

## Живот
Той е извънбрачен син на херцог Стефан III фон Бавария-Инголщат (1337 – 1413) от фамилията Вителсбахи.
През 1377/1378 г. с помощта на баща му той става елект на Фрайзинг, но епископ става Леополд фон Щурмберг, на когото помагат Хабсбургите. През 1384 г. той е номиниран за администратор на Регенсбург и става епископ на Регенсбург, с помощта на папа Урбан VI. Той прави големи финансови задължения и залагания на имоти.